# Pontiothauma abyssicola
Pontiothauma abyssicola là một loài ốc biển, là động vật thân mềm chân bụng sống ở biển trong họ Conidae.